# Station Coleraine
Station Coleraine  is een spoorwegstation in Coleraine in het  Noord-Ierse graafschap Derry. Het station ligt aan de lijn Belfast - Derry. Vanaf Coleraine loopt tevens een korte zijtak naar Portrush.